# Турчинка
Ту́рчинка — село в Україні, в Новоборівській селищній територіальній громаді Житомирського району Житомирської області. Населення становить 428 осіб (2001).

## Географія
Загальна площа села — 2,4 км².
Турчинка розташована в межах природно-географічного краю Полісся і за 24 км від селища Хорошів. Найближча залізнична станція — Нова Борова, за 5 км. Через село протікає річка Ірша.

## Населення
За даними перепису 2001 року населення села становило 428 осіб, з них 98,36 % зазначили рідною українську мову, а 1,64 % — російську.

## Історія
У 1906 році в селі мешкало 615 осіб, налічувалось 96 дворових господарств.
3 листопада 1921 року під час Листопадового рейду у Турчинці зупинилась на ночівлю кінна сотня Антончика Подільської групи (командувач Сергій Чорний) Армії Української Народної Республіки. Тут вона простояла цілий день 4 листопада.
У 1923—54 роках — адміністративний центр колишньої Турчинської сільської ради Володарсько-Волинського району.

## Відомі люди
- Денисюк Федір Гнатович (1910— 1948) — Герой Радянського Союзу[6].
- Шкуринський Віктор Миколайович (1932—2012) — український художник.
- Яндюк Олег Васильович (1991–2015) — український військовик, учасник війни на сході України[7].